# Улич-Криве
Улич-Криве (словац. Uličské Krivé, русин. Уліцьке Криве) — село в Словаччині, Снинському окрузі Пряшівського краю. Розташоване в північно-східному куті Словаччини біля кордону з Україною, в долині Збойського потока.
Недалеко села знаходиться заповідник Рожок (словац. Rožok).

## Історія
Давнє лемківське село. Вперше згадується 1478 року.

## Культурні пам'ятки
У селі є дерев'яна греко-католицька церква святого Архангела Михаїла з 1718 року, національна культурна пам'ятка, та мурована православна церква Народження Пресвятої Богородиці з 20 століття.

## Населення
| Рік:            | 1994. | 2004.    | 2014.   | 2024.    |
| --------------- | ----- | -------- | ------- | -------- |
| Кількість осіб: | 321   | 277      | 260     | 225      |
| Різниця:        |       | -13,70 % | -6,13 % | -13,46 % |

| Рік:            | 2023. | 2024.   |
| --------------- | ----- | ------- |
| Кількість осіб: | 236   | 225     |
| Різниця:        |       | -4,66 % |

В селі проживає 275 осіб.
Національний склад населення (за даними останнього перепису населення — 2001 року):
- словаки — 81,25 %
- русини — 14,93 %
- українці — 2,78 %
- чехи — 0,69 %

Склад населення за приналежністю до релігії станом на 2001 рік:
- православні: 24,65 %
- греко-католики: 69,10 %
- римо-католики: 1,39 %,
- не вважають себе віруючими або не належать до жодної вищезгаданої церкви: 4,52 %